# Mourad Aliev
Pour les articles homonymes, voir Aliev.
Mourad Aliev est un boxeur français né le 31 juillet 1995 à Moscou.

## Biographie
D’origine Azerbaïdjanaise et né à Moscou en Russie d'un père boxeur amateur, il arrive en tant que réfugié  politique en France, à Ronchin, à l’âge de six ans. Il est naturalisé français après ses 18 ans. Il intègre alors l'INSEP et participe à sa première compétition internationale sous les couleurs de la France lors des Jeux européens de Minsk en 2019, et remporte la médaille d'argent dans la catégorie des super-lourds.

### Jeux olympiques d'été de 2020
Vainqueur du tournoi de qualification olympique pour les Jeux olympiques d'été de 2020, celui qui est surnommé le « loup blanc » obtient une tête de série pour le tournoi olympique. En huitièmes de finale, le gaucher français domine le Tadjik Siyovush Zukhurov en s'appuyant sur un efficace et puissant direct du droit.
En quart de finale, Mourad Aliev est éliminé par le Britannique Frazer Clarke à la suite d'une disqualification controversée par l'arbitre pour des chocs de tête. Le corps arbitral reconnait avoir fait une erreur,, mais ne peut revenir sur sa décision. Jugeant la décision comme « un vol », le boxeur décide de rester sur le ring 45 minutes après la fin du combat en signe de protestation. Mourad Aliev reçoit le soutien de Brigitte Henriques, présidente du Comité national olympique et sportif français, et de son prédécesseur Denis Masseglia.